# Meles iberica
Meles iberica es el nombre de una especie de tejón que se extinguió en el Pleistoceno.

## Holotipo
FP1-2001-0564, cráneo con P2-M1 en ambas series dentales. Se encuentra en el Museo Geominero en Madrid.

## Descripción
Tejón pequeño y muy robusto. El cráneo presenta una cresta sagital de gran curvatura, y procesos cigomáticos bien desarrollados que casi ocultan las órbitas.